# Le Mans FC
Le Mans Football Club – francuski klub piłkarski. Powstał 12 czerwca 1985 roku w wyniku fuzji dwóch klubów z Le Mans: Stade Olympique du Maine oraz Union Sportive Le Mans. Nowy klub przyjął nazwę Le Mans Union Club 72. Jednocześnie ustalono, że klub przyjmie barwy miasta, czyli żółto-czerwone. Ponieważ SOM grał w Division 3, nowy klub z natury rzeczy uzyskał prawo do gry na tym poziomie rozgrywek. W roku 2010 dokonano zmiany nazwy na obowiązującą obecnie – Le Mans Football Club. Klub zanotował osiemnaście sezonów w Division/Ligue 2 oraz sześć sezonów w Ligue 1. Ponadto był półfinalistą Pucharu Francji w roku 1999 oraz trzykrotnie (2006,2007 i 2008) półfinalistą Pucharu Ligi. Najbardziej znany piłkarz grając dla klubu to Didier Drogba.

## Historia
Korzeni klubu szukać należy pod koniec XIX stulecia. W tym to bowiem czasie, a dokładnie w roku 1889 w Le Mans powstał tak zwany klub omnisport, czyli wielosekcyjny pod nazwą Union Sportive le Mans. Jednakże piłkarze pojawili się w klubie dopiero w pierwszych latach XX wieku i od początku przyjęli barwy niebiesko-białe. W roku 1910 futboliści USM startowali w rozgrywkach Mistrzostw Francji USFSA (w tym czasie rozgrywki prowadzone były przez kilka organizacji niezależnie no i co ważne - obowiązywał system: przegrywający odpada) i dotarli do 1/32, gdzie srogiej lekcji udzielili im piłkarze US Saint Servain (7:1). Potem kilka razy jeszcze usiłowali coś ugrać w tych rozgrywkach, ale z jeszcze gorszym skutkiem. Nieco lepiej zaprezentowali się w Pucharze Francji, ale już w latach dwudziestych (1920 i 1921)dochodząc do 1/32 finału. Potem nastąpił wyraźny regres. Dopiero w roku 1942, po uzyskaniu statusu klubu zawodowego, piłkarze wzięli udział w rozgrywkach tak zwanej Zony Okupacyjnej. Sezon 1944/45 przyniósł im 10 miejsce w rozgrywkach, co po zakończeniu działań wojennych dało w efekcie prawo gry w Division 2. Rok 1952, to rezygnacja z zawodowstwa i z automatu spadek z Division 2. Kilkanaście lat później, w roku 1970 USM ponownie awansował do Division 2. Tym razem grał w niej cztery sezony, potem zanotował spadek, kilka lat grał na poziomie Division 3 i kolejny spadek do Division 4.
Z kolei Stade Olympique du Maine przejął w roku 1937 sukcesje po klubie korporacyjnym opartym na firmie ubezpieczeniowej Association Sportive des Mutuelles du Mans. Barwami SOM były kolory zielony i biały. SOM dwukrotnie docierał do 1/32 Pucharu Francji: 1975 i 1985. W chwili fuzji SOM miał zagrać w Division 3.

## Sukcesy
- Wicemistrzostwo Ligue 2: 2003, 2005
- Mistrzostwo DH Quest: 1961, 1965
- Puchar Gambardelli: 2004
- Półfinalista Pucharu Francji: 1998

## Skład na sezon 2012/2013
Stan na: 8 lutego 2013 r.
| Nr | Poz. | Piłkarz                   |
| -- | ---- | ------------------------- |
| 1  | BR   | Quentin Beunardeau        |
| 2  | PO   | Guy Michel Landel         |
| 5  | OB   | Abdeslam Ouaddou          |
| 6  | OB   | Khaled Adenon             |
| 7  | NA   | Hilaire Momi              |
| 8  | PO   | Frédéric Thomas (kapitan) |
| 9  | NA   | Anthony Derouard          |
| 10 | NA   | Idrissa Sylla             |
| 11 | PO   | Massiré Kanté             |
| 13 | PO   | Fadil Sido                |
| 14 | PO   | Patrick Ekeng-Ekeng       |
| 15 | OB   | Joffrey Cuffaut           |
| 16 | BR   | Jérémie Janot             |

| Nr | Poz. | Piłkarz                                          |
| -- | ---- | ------------------------------------------------ |
| 17 | NA   | Kervens Belfort                                  |
| 18 | PO   | Olivier Thomert                                  |
| 19 | OB   | Fernander Kassai                                 |
| 20 | NA   | Fousseyni Cissé                                  |
| 21 | OB   | Mory Koné                                        |
| 22 | NA   | Jean-Eudes Maurice (wyp. ze Paris Saint-Germain) |
| 23 | PO   | Ladji Zito                                       |
| 24 | OB   | Jason Buaillon                                   |
| 25 | PO   | Morgan Sanson                                    |
| 28 | PO   | Amara Baby (wyp. ze LB Châteauroux)              |
| 30 | BR   | Giorgi Makaridze                                 |
| 33 | NA   | Joseph Mendes                                    |
| 35 | PO   | Jiaqi Zhang                                      |